# 取引事例比較法
取引事例比較法（とりひきじれいひかくほう）とは、不動産鑑定評価等において不動産の価格を求める手法の一つである。以下、基本的に不動産鑑定評価基準による。

## 概要
市場において現実に発生した取引の経済事象を価格判定の基礎とするもので、不動産鑑定評価基準では、次のとおりとされている。
「まず多数の取引事例を収集して適切な事例の選択を行い、これらに係る取引価格に必要に応じて事情補正及び時点修正を行い、かつ、地域要因の比較及び個別的要因の比較を行って求められた価格を比較考量し、これによって対象不動産の試算価格を求める」「近隣地域若しくは同一需給圏内の類似地域等において対象不動産と類似の不動産の取引が行われている場合又は同一需給圏内の代替競争不動産の取引が行われている場合に有効である」
なお、この手法により求められた価格は、比準価格と呼ばれる。
この地域要因および個別的要因の比較については、それぞれの地域における個別的要因が標準的な土地を設定して行なう方法がある。

### 事例の不動産に求められる条件
豊富に収集された取引事例の信頼度は、比準価格の精度を左右するものである。
- 原則として近隣地域又は同一需給圏内の類似地域に存する不動産に係るものであること。
- かつ次の要件の全部を備えていること。

a. 取引事情が正常なものと認められるものであること又は正常なものに補正することができるものであること。b. 時点修正をすることが可能なものであること。c. 地域要因の比較及び個別的要因の比較が可能なものであること。

### 事情補正
現実に成立した取引事例等については、特殊な事情を含むことがある。特に不動産の価格は個別的な事情を含むことが通常である。こうした事情が取引価格等に影響していると判断される場合に、適切な補正を行う。

### 時点修正
不動産の価格形成要因は常に変動の過程にある。取引事例等における取引等の時点が価格時点と異なることにより、その間に価格水準に変動があると認められる場合に修正を行う。

### 地域要因および個別的要因の比較
取引事例等が近隣地域にある場合は個別的要因の比較を行い、それ以外の場合は地域要因および個別的要因の比較を行う。
土地の取引事例比較法の場合は、取引事例の存する地域及び評価対象不動産の存する地域それぞれに標準的な土地を設定し、標準的な土地相互間による地域要因の比較、標準的な土地と取引事例、対象不動産との間でそれぞれ個別的要因の比較を行う方法が不動産鑑定評価では一般的となっている。この方法では、まず取引事例について標準的な土地との比較 - 地域要因の比較 -対象不動産について標準的な土地との比較、という順序となる 。